# TK-3/TKS
O Tanquete Polonês (abreviadamente nas versões TK-3 e TKS) foi um tanque leve do exército polonês, produzido entre 1932 e 1939. Foi baseado nos desenhos do tanque inglês Carden Lloyd, sendo produzido em larga escala, havendo cerca de 700 unidades durante a invasão alemã à Polônia em 1939.
Embora a quantidade fosse significativa, o tanque se tornava obsoleto por seu armamento fraco de apenas uma metralhadora de 7.62 mm e sua blindagem fraca, tendo chances em combate apenas contra o Panzer I. Alguns poucos modelos foram equipados com canhões automáticos de 20 mm, dando chance assim desses destruírem outros modelos de tanques alemães, como o Panzer II, o Panzer 35(t) e o Panzer 38(t).

## Galeria

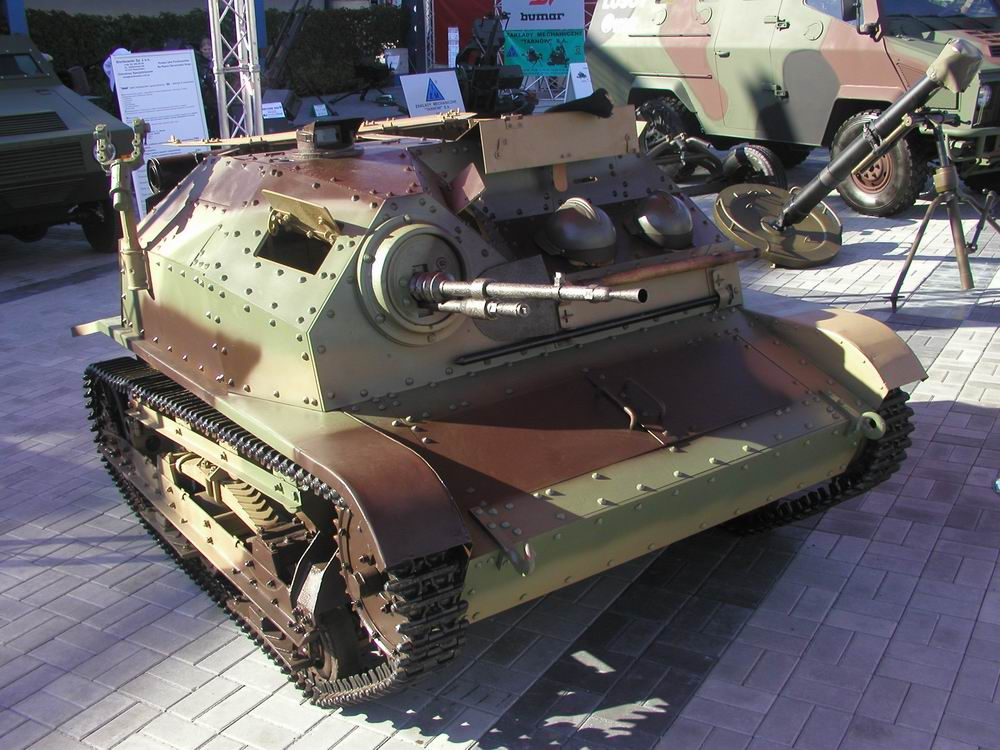
TKS tanquete.
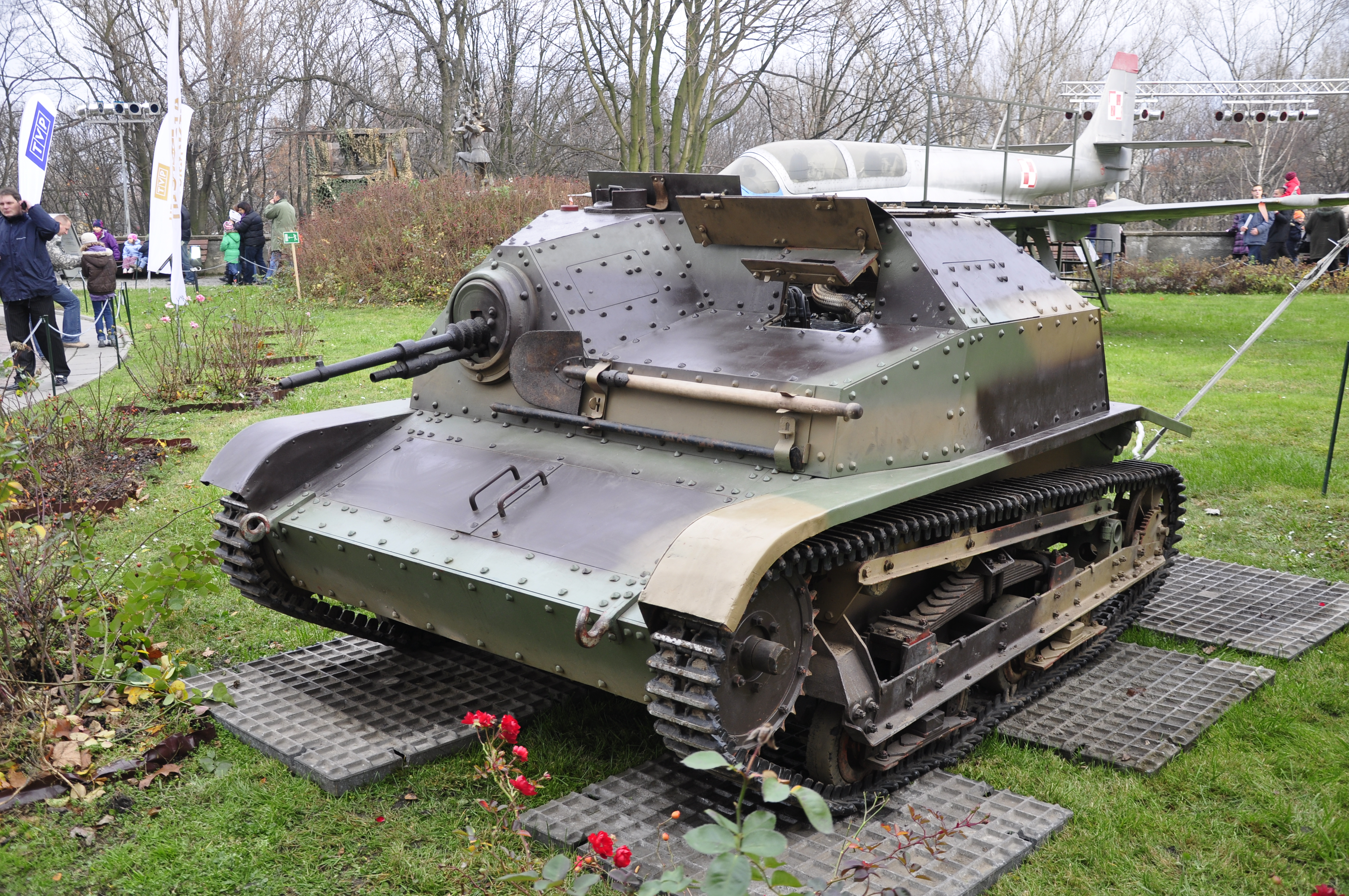
TKS no Museu do Exército Polonês.
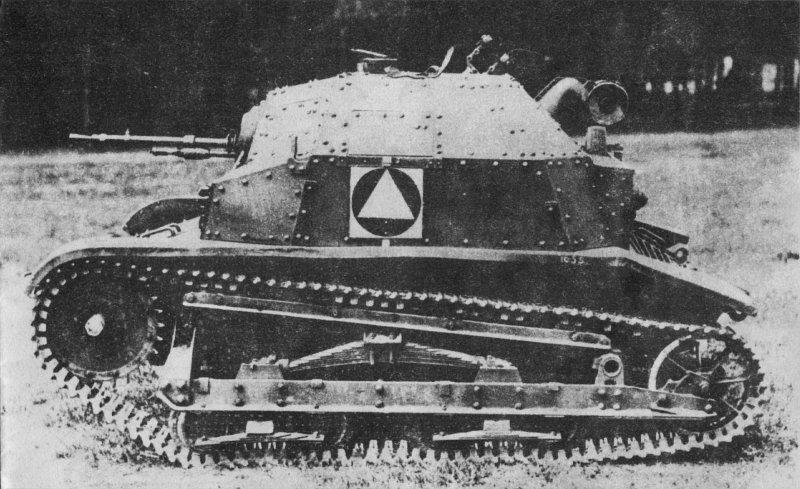
TKS
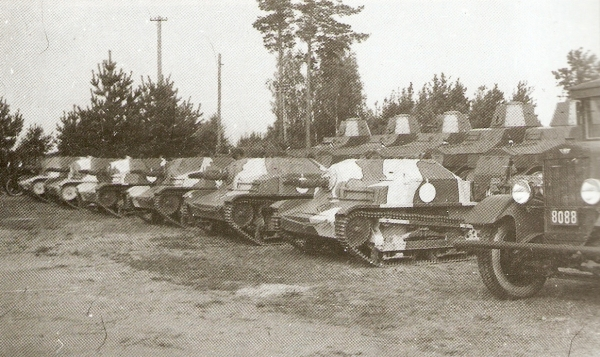
TKS's estonianos.
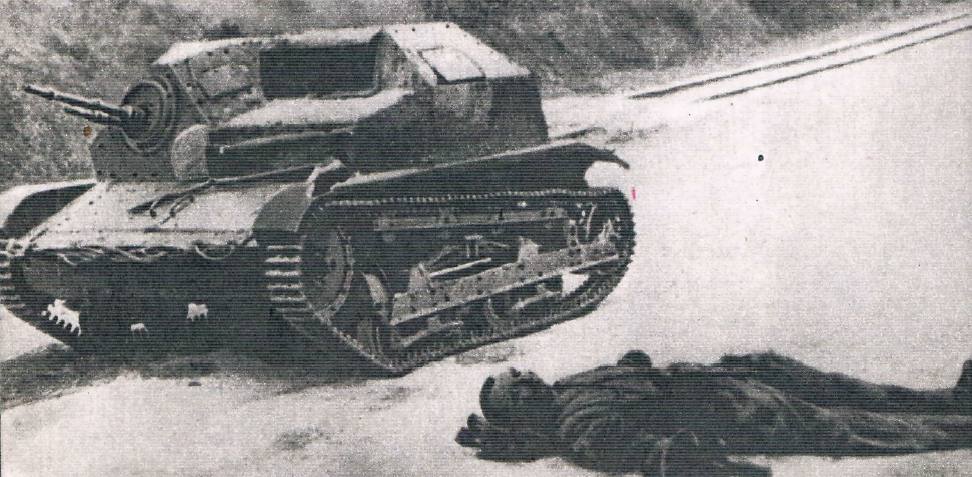
Um tanque polonês TKS em 1939
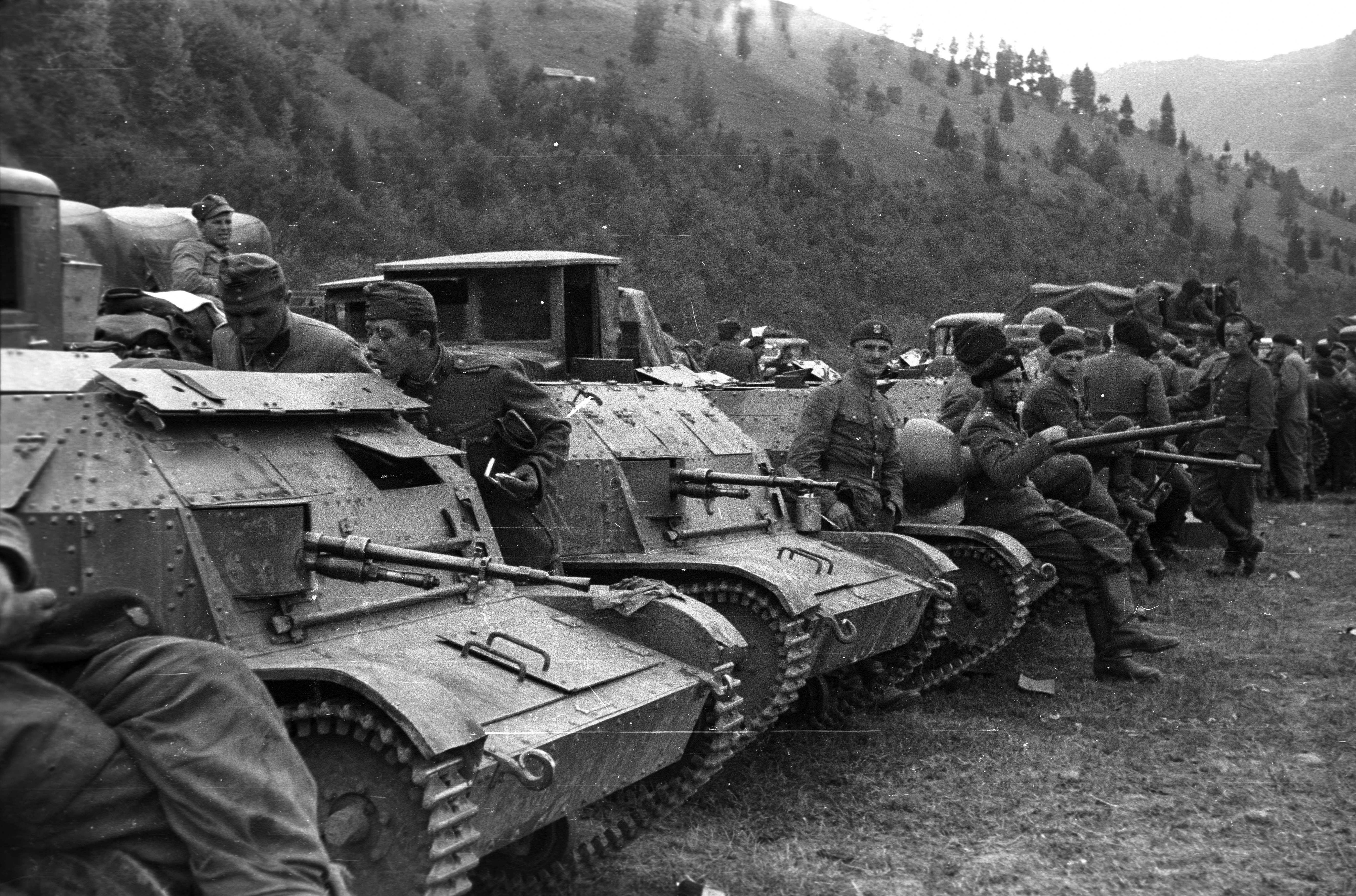
Um tanquets polonês TK-3 e TKF em 1939